# Cendea de Cizur
Pour les articles homonymes, voir Cizur, Zizur Mayor et Cizur Menor.
Cendea de Cizur en espagnol, ou Zizur zendea en basque, est une municipalité de la communauté forale de Navarre, dans le Nord de l'Espagne, à 7,5 km de sa capitale Pampelune. 
Elle est située dans la zone linguistique mixte de la province et le chef-lieu administratif est Gazólaz.

## Géographie

### Localités limitrophes
Elle est bordée au nord par la Cendea de Olza et Pampelune, à l'est avec celle de Cendea de Galar, au sud avec les territoires de Úcar, Adiós, Uterga, Legarda et Puente la Reina, et à l'ouest Zabalza et Echauri-Etxauri.

### Subdivisions
La commune est constituée de huit concejos : Astráin, Cizur Menor, Gazólaz, Larraya, Muru-Astráin, Paternáin, Undiano, Zariquiegui et de trois localités mineures : Eriete, Guenduláin et Sagüés.
Zizur Mayor ne fait plus partie de la commune depuis 1992. En conséquence, le concejo de Cizur Menor se trouve exclavé entre les communes voisines de Zizur Mayor et de Galar.

## Démographie
| Évolution démographique                               | Évolution démographique | Évolution démographique | Évolution démographique | Évolution démographique | Évolution démographique | Évolution démographique | Évolution démographique | Évolution démographique | Évolution démographique | Évolution démographique |
| 1996                                                  | 1998                    | 1999                    | 2000                    | 2001                    | 2002                    | 2003                    | 2004                    | 2005                    | 2006                    | 2007                    |
| ----------------------------------------------------- | ----------------------- | ----------------------- | ----------------------- | ----------------------- | ----------------------- | ----------------------- | ----------------------- | ----------------------- | ----------------------- | ----------------------- |
| 1 105                                                 | 1 091                   | 1 198                   | 1 308                   | 1 391                   | 1 597                   | 1 703                   | 1 744                   | 1 977                   | 2 238                   | 2 543                   |
| Sources: Cizur et instituto de estadística de navarra |                         |                         |                         |                         |                         |                         |                         |                         |                         |                         |

## Politique et administration
La mairie se trouve dans le concejo de Gazólaz et non dans le concejo le plus peuplé de Cizur Menor.

### Sources
- (es) Cet article est partiellement ou en totalité issu de l’article de Wikipédia en espagnol intitulé « Cizur » (voir la liste des auteurs).